# Třebušín
Obec Třebušín se nachází v okrese Litoměřice v Ústeckém kraji, zhruba devět kilometrů severovýchodně od Litoměřic. Žije v ní 608 obyvatel. V katastrálním území Třebušína stojí také osada Zababeč.

## Historie
První písemná zmínka o obci pochází z roku 1169.

## Obyvatelstvo
| | 1869 | 1880 | 1890 | 1900 | 1910 | 1921 | 1930 | 1950 | 1961 | 1970 | 1980 | 1991 | 2001 | 2011 |
| --------------------------------------------------------------------------------------------------- | ---- | ---- | ---- | ---- | ---- | ---- | ---- | ---- | ---- | ---- | ---- | ---- | ---- | ---- |
| Obyvatelé                                                                                           | 701  | 612  | 668  | 611  | 601  | 558  | 601  | 288  | 321  | 266  | 309  | 278  | 273  | 362  |
| Domy                                                                                                | 124  | 129  | 133  | 130  | 128  | 126  | 130  | 103  | 102  | 72   | 67   | 75   | 79   | 91   |
| Tabulka obsahuje údaje osad Kalich a Zábabeč a data z roku 1961 zahrnují domy místní části Řepčice. |      |      |      |      |      |      |      |      |      |      |      |      |      |      |

Narodil se tu a působil Karl Müller (1869–1937), rakouský a českoněmecký politik, na počátku 20. století poslanec Říšské rady.

## Pamětihodnosti
- Dominantou vesnice je vrch Kalich se zříceninou stejnojmenného hradu založeného Janem Žižkou.
- Barokní kostel svatého Mikuláše pochází z roku 1710, kdy byl postaven nejspíše podle návrhu architekta Octavia Broggia.[7]
- Třebušínský zámek stojí pod kostelem svatého Mikuláše. Vznikl ve druhé polovině šestnáctého století, ale dochovaná podoba je výsledkem barokní přestavby provedené okolo roku 1710 a mladších úprav.[8]
- Socha svatého Jana Nepomuckého
- Zřícenina hradu Litýš

## Části obce
- Třebušín
- Dolní Týnec
- Horní Týnec
- Kotelice
- Řepčice

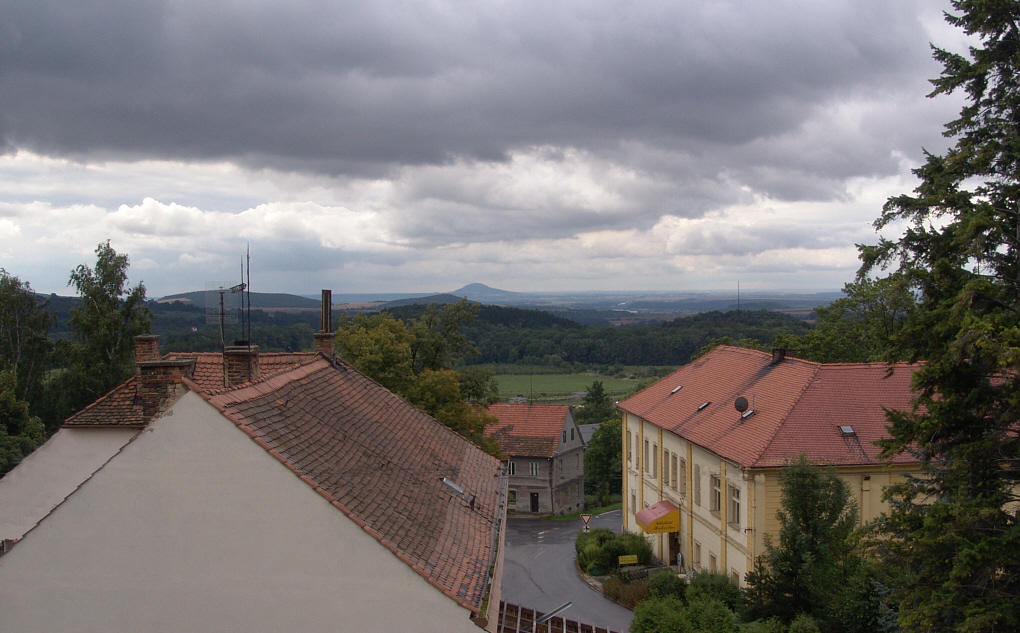
Pohled od třebušínského kostela JJV směrem. V popředí je náves se zámkem vpravo, na obzoru hora Říp vzdálená 24 km.

Součástí obce jsou rovněž osady Domky pod Trojhorou, Klokoč, Na Potoce, Peklo, Všeradiště, Zababeč a Zadní Nezly.